# Normanton

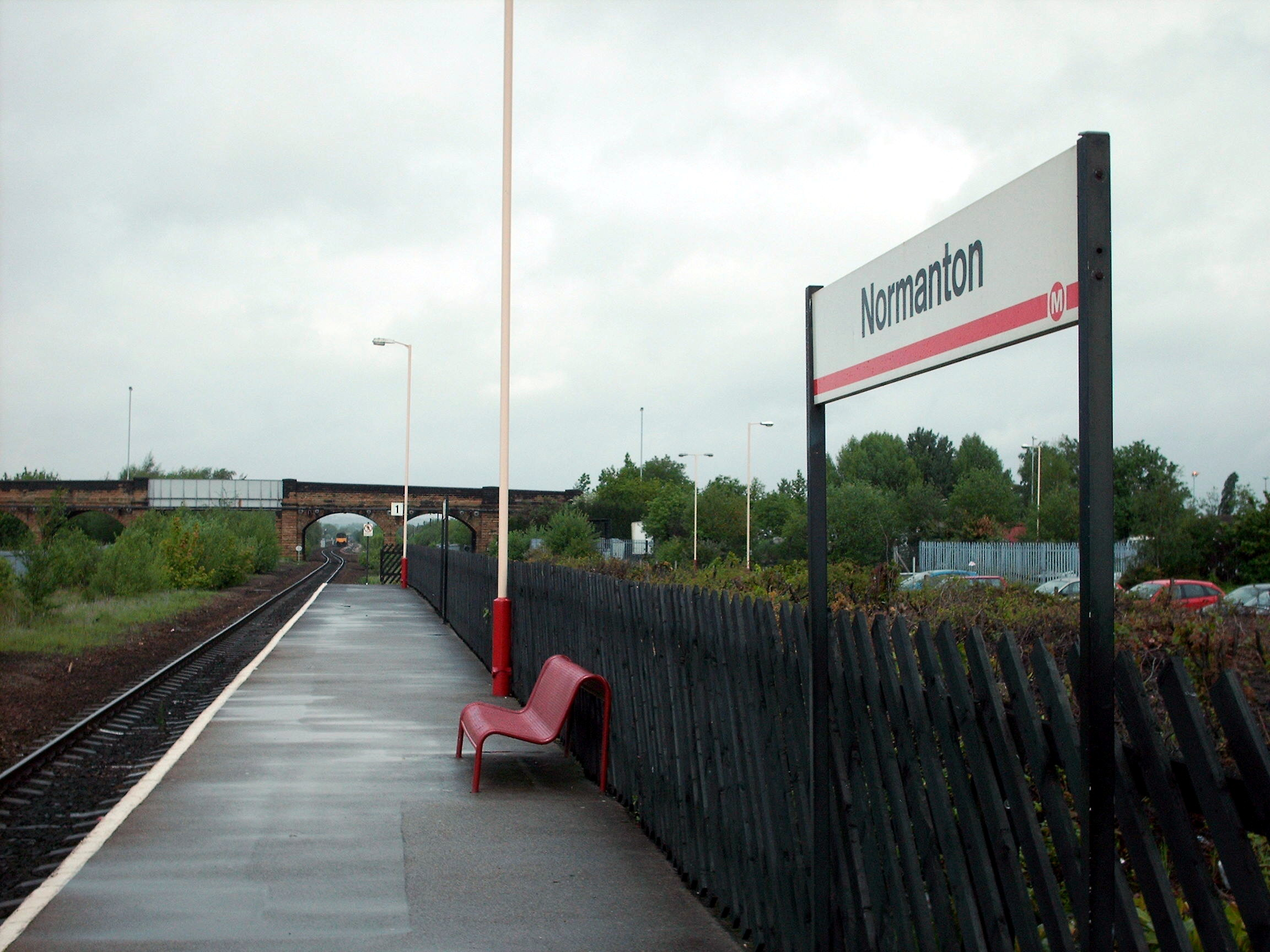
Estação ferroviária de Normanton.

Normanton é uma cidade de West Yorkshire, Inglaterra, a nordeste de Wakefield e sudoeste de Castleford. Pelo censo britânico de 2001, a população da zona eleitoral de Normanton era de 14.958 habitantes. O prefixo postal da cidade é WF6.